# すずきももこ
すずき ももこ（6月17日 - ）は、日本の女性声優。茨城県出身。

## 来歴
何かを読んだり、声に出して表現したりするのが好きであり、小学5年生の頃に職業としての声優を意識し始めたという。
桐朋学園芸術短期大学芸術科演劇専攻卒業。家庭の事情で、一度は夢を断念し、就職活動をして一度は内定を獲得。しかし紆余曲折あって入社はせず、地方の実家へ帰って、地方で契約社員としてリポーター、アナウンサーとして活動していた。リポーターを1年間していたところ、自分が声を使って表現するといったそういう原点に少し立ち返って、「その声優の夢チャレンジしてみようかな」と思い、再び、行く道が「声優」に繋がったという。第9回声優アワード新人発掘オーディション合格を経て、ムーブマンに所属。タカラトミーアーツ『スナックワールド＞ジャラステ』公式MC『ジャラステナビガール』として活動。『ソラとウミのアイダ』の櫻舞湖役で初のメインキャラクターを務める。
2020年2月29日をもって所属していたムーブマンを退所し、現在はフリーとして活動している。

## 人物
趣味は漫画、YouTube、お笑い鑑賞、韓国語の勉強。特技はクラリネット、ドラム、エレクトーン、インコのモノマネ、動画編集である。交流の深い声優には共演経験のある高橋花林がおり、プライベートで会う姿が度々Twitterにアップされている。

## 出演
太字はメインキャラクター。

### テレビアニメ
- それいけ!アンパンマン（2017年 - 2019年、女の子 、ネコ美、ちくわん）
- あまんちゅ!〜あどばんす〜（2018年、海女）
- ソラとウミのアイダ（2018年、櫻舞湖）
- 臨死！！江古⽥ちゃん（2019年、えこだちゃんの姉）

### Webアニメ
- ULTRAMAN（2019年、係員、科特隊員、トリアス星人、幼い少女、ウェイトレス、通行人）

### 劇場アニメ
- 劇場版シティーハンター 〈新宿プライベート・アイズ〉（2019年、いじめっこ男子B[5]）

### ゲーム
- ソラとウミのアイダ（2017年、櫻舞湖）
- 誰ガ為のアルケミスト（2017年、レオニア）
- シャドウストーン（2017年、アイ・エヴァ ほか）
- ファントム オブ キル（2018年、カリス・聖鎖・アザゼル）
- 装甲娘（2018年、ブルド、ミネルバ）
- ファイトリーグ（2018年、プリティ フルール）
- 絵師神の絆（2020年、ノルマー）
- アートコードサマナー（2020年、菱川師宣）
- 装甲娘 ミゼレムクライシス（2020年、ブルド、ミネルバ）
- ファントム オブ キル -オルタナティブ・イミテーション-（2024年、カリス）

### 外画
- シャドウ・チェイサー（2017年、クシューシャ）

### ラジオ
- 文化放送ウェンズデープレミアム 青木瑠璃子の声優アワード ナビゲーション！（2016年、文化放送）
- 声優ラッパー養成講座（2017年、K-Station Musicチャンネル）
- あさひのももCan（2018年、Kステーションチャンネル）
- 宇宙漁師候補生がラジオやってみた!宇宙漁業団非公認!花林とほの花とももことソラとウミのラジオ!略してギョギョッとラジオ!さらに略してギョギョラジ!（2017年 - 2018年、超!A&G+・音泉）

### テレビ
- 韓国食品 パプリカ（2016年、テレビCMナレーション）
- テレビ東京『おはスタ』（2017年、ジャラステナビガール）
- キッズステーション『子育てTVハピクラ』（2017年、ナレーション）

### その他
- MEMプロジェクト（2018年 - 、黒羽聖）[6]
- YouTubeチャンネル「新人声優がバンドやってみた企画」ガールズバンド"Vounce"（2020年 - 、ドラム担当)

## ディスコグラフィ
| 発売日   | 商品名                              | 歌唱 | 楽曲                   | 備考                                                 |
| 2018年   | 2018年                              | 2018年 | 2018年                 | 2018年                                               |
| -------- | ----------------------------------- | --- | ---------------------- | ---------------------------------------------------- |
| 11月28日 | ソラとウミのアイダ ボーカルソング集 | 空町春（高橋花林）、ルビー・安曇（井上ほの花）、櫻舞湖（すずきももこ）                                                                                            | 「ソラとウミのアイダ」 | テレビアニメ『ソラとウミのアイダ』オープニングテーマ |
| 11月28日 | ソラとウミのアイダ ボーカルソング集 | 櫻舞湖（すずきももこ） | 「ドンパン節」         | テレビアニメ『ソラとウミのアイダ』関連曲             |
| 2019年   |                                     | |                        |                                                      |
| 11月29日 | MEM project Sprouting Dreams        | 黒羽聖（すずきももこ）、朝比奈ひな（音羽里奏） | 「虹の花束」           |                                                      |
| 11月29日 | MEM project Sprouting Dreams        | 天宮もなか（天野聡美）、黒羽聖（すずきももこ）、朝比奈ひな（音羽里奏） 月岡みかん（大石歩佳）、柏崎こぐま（優音）、西遠白雪（澤田美晴）、三ツ星綺羅良（若林倫香） | 「恋に吠えろ」         |                                                      |